# Taoyuan
Taoyuan (cinese tradizionale: 桃園市; Tongyong pinyin: Táoyuán Shì; Wade-Giles: T'ao-yüan Hsien; Pe̍h-ōe-jī: Thô-hn̂g-kōan) è una municipalità controllata direttamente di Taiwan, nel nord dell'isola.
Fino al 2014 era una contea, con il nome di contea di Taoyuan.

## Geografia antropica

### Suddivisioni amministrative
Dal 25 dicembre 2014, Taoyuan è divisa in 13 distretti:

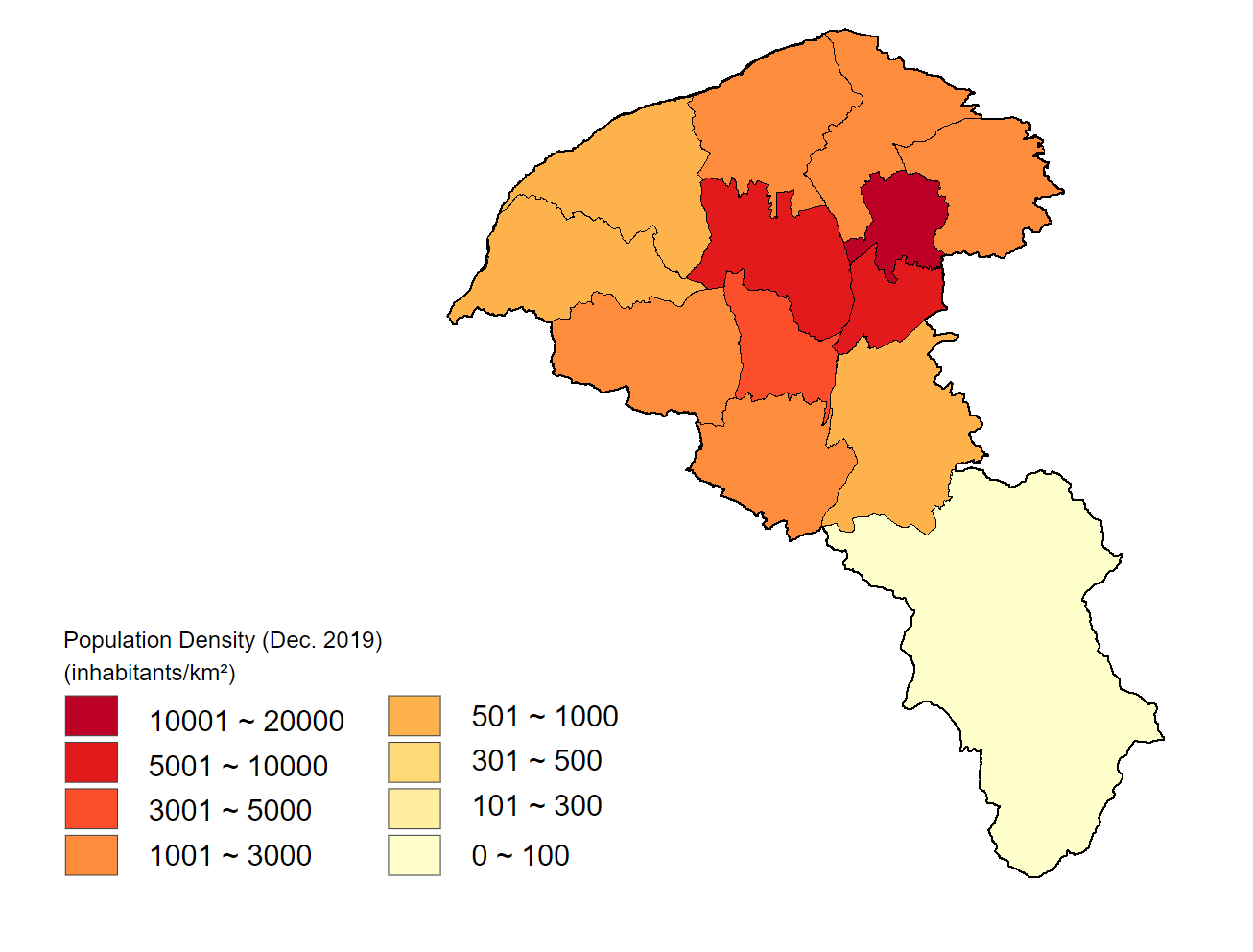
Mappa che rappresenta la densità di popolazione di Taoyuan.

| distretto             | cinese | superficie (km2) | abitanti |
| --------------------- | ------ | ---------------- | -------- |
| distretto di Bade     | 八德區 | 33,71            | 187 848  |
| distretto di Daxi     | 大溪區 | 105,14           | 93 388   |
| distretto di Dayuan   | 大園區 | 87,39            | 85 667   |
| distretto di Fuxing   | 復興區 | 350,78           | 10 932   |
| distretto di Guanyin  | 觀音區 | 87,98            | 64 845   |
| distretto di Guishan  | 龜山區 | 72,01            | 145 706  |
| distretto di Longtan  | 龍潭區 | 75,23            | 118 648  |
| distretto di Luzhu    | 蘆竹區 | 75,50            | 155 626  |
| distretto di Pingzhen | 平鎮區 | 47,75            | 218 290  |
| distretto di Taoyuan  | 桃園區 | 34,80            | 427 815  |
| distretto di Xinwu    | 新屋區 | 85,02            | 48 469   |
| distretto di Yangmei  | 楊梅區 | 89,12            | 161 301  |
| distretto di Zhongli  | 中壢區 | 76,52            | 390 251  |